# Drużynowe Mistrzostwa Polski na Żużlu 2022
Drużynowe Mistrzostwa Polski na Żużlu 2022 – 75. edycja Drużynowych Mistrzostw Polski, organizowanych przez Polski Związek Motorowy.
W sezonie tym prócz trzech standardowych lig zorganizowane zostały rozgrywki Ekstraligi U24. W związku z wojną na Ukrainie z udziału w mistrzostwach wykluczeni zostali zawodnicy rosyjscy. W dniu 22 lipca 2022 Ministerstwo Sportu i Turystyki ogłosiło rekomendacje obejmujące warunki dotyczące ewentualnego uczestnictwa zawodników z Rosji i Białorusi we współzawodnictwie sportowym na terenie Polski, wzywając do ich przestrzegania.

## PGE Ekstraliga

### Tabela
| Msc | Drużyna                                   | M. | Z. | R. | P. | Pkt | Bon | Razem | +/–  |
| --- | ----------------------------------------- | -- | -- | -- | -- | --- | --- | ----- | ---- |
| 1   | Motor Lublin                              | 14 | 12 | 1  | 1  | 25  | 6   | 31    | +168 |
| 2   | zielona-energia.com Włókniarz Częstochowa | 14 | 9  | 0  | 5  | 18  | 6   | 24    | +124 |
| 3   | Moje Bermudy Stal Gorzów Wielkopolski     | 14 | 8  | 0  | 6  | 16  | 4   | 20    | +55  |
| 4   | For Nature Solutions Apator Toruń         | 14 | 7  | 1  | 6  | 15  | 3   | 18    | +2   |
| 5   | Betard Sparta Wrocław                     | 14 | 6  | 2  | 6  | 14  | 3   | 17    | +58  |
| 6   | Fogo Unia Leszno                          | 14 | 7  | 0  | 7  | 14  | 1   | 15    | –12  |
| 7   | ZOOleszcz GKM Grudziądz                   | 14 | 5  | 0  | 9  | 10  | 2   | 12    | –136 |
| 8   | Arged Malesa TŻ Ostrów Wielkopolski       | 14 | 0  | 0  | 14 | 0   | 0   | 0     | –259 |

M. – liczba meczów, Z. – liczba zwycięstw, R. – liczba remisów, P. – liczba porażek,
Pkt. – liczba punktów, Bon. – liczba bonusów, Razem – suma Pkt. i Bon.,
+/– – różnica między zdobytymi i straconymi punktami biegowymi.

### Wyniki
| —   | CZĘ   | GOR   | GRU   | LES   | LUB   | OST   | TOR   | WRO   |
| --- | ----- | ----- | ----- | ----- | ----- | ----- | ----- | ----- |
| CZĘ | —     | 50:40 | 65:25 | 44:46 | 49:41 | 68:22 | 50:40 | 52:38 |
| GOR | 50:40 | —     | 54:36 | 47:43 | 44:46 | 55:35 | 47:43 | 52:38 |
| GRU | 48:42 | 39:51 | —     | 50:40 | 35:55 | 47:43 | 44:46 | 49:41 |
| LES | 40:50 | 46:44 | 47:43 | —     | 43:47 | 56:34 | 47:43 | 44:46 |
| LUB | 47:43 | 59:31 | 57:33 | 58:32 | —     | 51:39 | 55:35 | 50:40 |
| OST | 24:30 | 34:55 | 35:55 | 33:57 | 35:55 | —     | 43:47 | 34:56 |
| TOR | 48:42 | 47:43 | 56:34 | 53:37 | 42:48 | 55:35 | —     | 45:45 |
| WRO | 41:49 | 46:44 | 66:24 | 44:46 | 45:45 | 54:36 | 59:31 | —     |

### Play-Off
Mecze ćwierćfinałowe rundy play-off rozegrane zostaną w dniach 21–28 sierpnia. Półfinały w terminach 2–4 września. Runda finałowa, w której wyłoniony zostanie zdobywca trzeciego miejsca wraz ze zwycięzcą ligi odbędą się kolejno w dniach 9–24 oraz 11–25 września.
| Tabela meczów ćwierćfinałowych | Tabela meczów ćwierćfinałowych            | Tabela meczów ćwierćfinałowych | Tabela meczów ćwierćfinałowych | Tabela meczów ćwierćfinałowych | Tabela meczów ćwierćfinałowych | Tabela meczów ćwierćfinałowych | Tabela meczów ćwierćfinałowych |
| Msc                            | Drużyna                                   | M                              | Z                              | R                              | P                              | Pkt                            | +/-                            |
| ------------------------------ | ----------------------------------------- | ------------------------------ | ------------------------------ | ------------------------------ | ------------------------------ | ------------------------------ | ------------------------------ |
| 1                              | Motor Lublin                              | 2                              | 2                              | 0                              | 0                              | 4                              | +20                            |
| 2                              | zielona-energia.com Włókniarz Częstochowa | 2                              | 2                              | 0                              | 0                              | 4                              | +16                            |
| 3                              | Moje Bermudy Stal Gorzów Wielkopolski     | 2                              | 1                              | 0                              | 1                              | 2                              | +10                            |
| 4                              | For Nature Solutions Apator Toruń         | 2                              | 1                              | 0                              | 1                              | 2                              | –10                            |
| 5                              | Betard Sparta Wrocław                     | 2                              | 0                              | 0                              | 2                              | 0                              | –16                            |
| 6                              | Fogo Unia Leszno                          | 2                              | 0                              | 0                              | 2                              | 0                              | –20                            |

| Drużyna 1                              | Wynik dwumeczu | Drużyna 2                                 | Pierwszy mecz | Drugi mecz   |
| Ćwierćfinały                           | Ćwierćfinały   | Ćwierćfinały                              | Ćwierćfinały  | Ćwierćfinały |
| -------------------------------------- | -------------- | ----------------------------------------- | ------------- | ------------ |
| Fogo Unia Leszno                       | 80:100         | Motor Lublin                              | 41:49         | 39:51        |
| Betard Sparta Wrocław                  | 82:98          | zielona-energia.com Włókniarz Częstochowa | 44:46         | 38:52        |
| For Nature Solutions Apator Toruń (LL) | 85:95          | Moje Bermudy Stal Gorzów Wielkopolski     | 46:44         | 39:51        |
| Półfinały                              |                |                                           |               |              |
| Moje Bermudy Stal Gorzów Wielkopolski  | 93:87          | zielona-energia.com Włókniarz Częstochowa | 45:45         | 48:42        |
| For Nature Solutions Apator Toruń      | 86:94          | Motor Lublin                              | 50:40         | 36:54        |
| Mecz o 3. miejsce                      |                |                                           |               |              |
| For Nature Solutions Apator Toruń      | 77:103         | zielona-energia.com Włókniarz Częstochowa | 46:44         | 31:59        |
| Finał                                  |                |                                           |               |              |
| Moje Bermudy Stal Gorzów Wielkopolski  | 88:92          | Motor Lublin (M)                          | 51:39         | 37:53        |

Oznaczenia: (M) – tytuł mistrzowski, (LL) – lucky loser.

### Statystyki
| Msc. | Żużlowiec        | Wiek | M. | B.  | Pkt. | Bon. | Razem | Śr. bieg. | KSM |
| ---- | ---------------- | ---- | -- | --- | ---- | ---- | ----- | --------- | --- |
| 1    | Bartosz Zmarzlik | 27   | 20 | 106 | 278  | 6    | 284   | 2,679     | –   |
| 2    | Nicki Pedersen   | 45   | 6  | 29  | 67   | 4    | 71    | 2,448     | –   |
| 3    | Janusz Kołodziej | 37   | 15 | 75  | 173  | 9    | 182   | 2,427     | –   |
| 4    | Leon Madsen      | 33   | 20 | 102 | 221  | 11   | 232   | 2,275     | –   |
| 5    | Martin Vaculík   | 32   | 19 | 89  | 190  | 12   | 202   | 2,270     | –   |
| 6    | Mikkel Michelsen | 27   | 19 | 105 | 217  | 17   | 234   | 2,229     | –   |
| 7    | Maciej Janowski  | 30   | 16 | 101 | 210  | 12   | 222   | 2,198     | –   |
| 9    | Dominik Kubera   | 23   | 18 | 107 | 209  | 20   | 229   | 2,140     | –   |
| 8    | Robert Lambert   | 24   | 20 | 125 | 245  | 21   | 266   | 2,128     | –   |
| 10   | Anders Thomsen   | 28   | 19 | 65  | 116  | 17   | 133   | 2,046     | –   |

Wiek według roku urodzenia. Żużlowcy do 21 lat - młodzieżowcy (inaczej juniorzy),
M. - liczba meczów, B. - liczba biegów, Pkt. - liczba punktów, Bon. - liczba bonusów,
Razem - suma Pkt. i Bon., Śr. bieg. - iloraz Razem przez B., KSM - iloczyn Śr. bieg. bez Bon. razy 4,
Msc. - miejsce na liście klasyfikacyjnej, nsk - żużlowiec niesklasyfikowany
Stan na dzień 2022-09-25

## eWinner 1. Liga Żużlowa

### Tabela
| Msc | Drużyna                      | M. | Z. | R. | P. | Pkt | Bon | Razem | +/–  |
| --- | ---------------------------- | -- | -- | -- | -- | --- | --- | ----- | ---- |
| 1   | Abramczyk Polonia Bydgoszcz  | 14 | 11 | 1  | 2  | 23  | 7   | 30    | +77  |
| 2   | Stelmet Falubaz Zielona Góra | 14 | 9  | 2  | 3  | 20  | 4   | 24    | +153 |
| 3   | Cellfast Wilki Krosno        | 14 | 8  | 0  | 6  | 16  | 4   | 20    | +44  |
| 4   | Trans MF Landshut Devils     | 14 | 7  | 0  | 7  | 14  | 3   | 17    | –11  |
| 5   | Orzeł Łódź                   | 14 | 5  | 1  | 8  | 11  | 3   | 14    | –29  |
| 6   | Zdunek Wybrzeże Gdańsk       | 14 | 5  | 0  | 9  | 10  | 3   | 13    | –50  |
| 7   | ROW Rybnik                   | 14 | 4  | 1  | 9  | 9   | 2   | 11    | –62  |
| 8   | Aforti Start Gniezno         | 14 | 4  | 1  | 9  | 9   | 2   | 11    | –122 |

M. – liczba meczów, Z. – liczba zwycięstw, R. – liczba remisów, P. – liczba porażek,
Pkt. – liczba punktów, Bon. – liczba bonusów, Razem – suma Pkt. i Bon.,
+/– – różnica między zdobytymi i straconymi punktami biegowymi.

### Wyniki
| —   | BYD   | GDA   | GNI   | KRO   | LAN   | ŁÓD   | RYB   | ZIE   |
| --- | ----- | ----- | ----- | ----- | ----- | ----- | ----- | ----- |
| BYD | —     | 52:38 | 49:41 | 46:44 | 48:42 | 46:44 | 45:45 | 49:41 |
| GDA | 41:49 | —     | 37:52 | 39:51 | 48:42 | 51:39 | 53:37 | 50:40 |
| GNI | 36:54 | 41:49 | —     | 29:61 | 52:38 | 35:55 | 45:43 | 46:44 |
| KRO | 44:45 | 58:32 | 48:42 | —     | 47:43 | 61:29 | 51:39 | 0:40  |
| LAN | 47:43 | 47:43 | 55:35 | 49:41 | —     | 50:39 | 52:38 | 42:48 |
| ŁÓD | 39:51 | 51:38 | 52:37 | 50:40 | 44:46 | —     | 51:39 | 45:45 |
| RYB | 41:49 | 48:42 | 59:31 | 40:50 | 53:37 | 47:43 | —     | 35:55 |
| ZIE | 48:42 | 47:43 | 45:45 | 59:30 | 56:34 | 57:33 | 56:34 | —     |

### Play-Off
Pierwsze mecze ćwierćfinałowe rundy play-off rozegrane zostaną w dniach 6–7 sierpnia 2022 roku, natomiast mecze rewanżowe w dniach 20–21 sierpnia. Półfinały w terminach 2–4 września, a finał odbędzie się w dniach 11 oraz 18 września.
| Tabela meczów ćwierćfinałowych | Tabela meczów ćwierćfinałowych | Tabela meczów ćwierćfinałowych | Tabela meczów ćwierćfinałowych | Tabela meczów ćwierćfinałowych | Tabela meczów ćwierćfinałowych | Tabela meczów ćwierćfinałowych | Tabela meczów ćwierćfinałowych |
| Msc                            | Drużyna                        | M                              | Z                              | R                              | P                              | Pkt                            | +/-                            |
| ------------------------------ | ------------------------------ | ------------------------------ | ------------------------------ | ------------------------------ | ------------------------------ | ------------------------------ | ------------------------------ |
| 1                              | Cellfast Wilki Krosno          | 2                              | 2                              | 0                              | 0                              | 4                              | +36                            |
| 2                              | Abramczyk Polonia Bydgoszcz    | 2                              | 1                              | 0                              | 1                              | 2                              | +19                            |
| 3                              | Stelmet Falubaz Zielona Góra   | 2                              | 1                              | 0                              | 1                              | 2                              | +4                             |
| 4                              | Orzeł Łódź                     | 2                              | 1                              | 0                              | 1                              | 2                              | –4                             |
| 5                              | Zdunek Wybrzeże Gdańsk         | 2                              | 1                              | 0                              | 1                              | 2                              | –19                            |
| 6                              | Trans MF Landshut Devils       | 2                              | 0                              | 0                              | 2                              | 0                              | –36                            |

| Drużyna 1                     | Wynik dwumeczu | Drużyna 2                    | Pierwszy mecz | Drugi mecz   |
| Ćwierćfinały                  | Ćwierćfinały   | Ćwierćfinały                 | Ćwierćfinały  | Ćwierćfinały |
| ----------------------------- | -------------- | ---------------------------- | ------------- | ------------ |
| Zdunek Wybrzeże Gdańsk        | 80:99          | Abramczyk Polonia Bydgoszcz  | 46:43         | 34:56        |
| Orzeł Łódź (LL)               | 88:92          | Stelmet Falubaz Zielona Góra | 50:40         | 38:52        |
| Trans MF Landshut Devils      | 72:108         | Cellfast Wilki Krosno        | 40:50         | 32:58        |
| Półfinały                     |                |                              |               |              |
| Stelmet Falubaz Zielona Góra  | 98:82          | Abramczyk Polonia Bydgoszcz  | 55:35         | 43:47        |
| Orzeł Łódź                    | 89:91          | Cellfast Wilki Krosno        | 49:41         | 40:50        |
| Finał                         |                |                              |               |              |
| Cellfast Wilki Krosno (M) (A) | 91:89          | Stelmet Falubaz Zielona Góra | 50:40         | 41:49        |

Oznaczenia: (M) – tytuł mistrzowski, (A) – awans do PGE Ekstraligi 2023, (LL) – lucky loser

### Statystyki
| Msc. | Żużlowiec            | Wiek | M. | B. | Pkt. | Bon. | Razem | Śr. bieg. | KSM |
| ---- | -------------------- | ---- | -- | -- | ---- | ---- | ----- | --------- | --- |
| 1    | Andžejs Ļebedevs     | 27   | 18 | 91 | 200  | 16   | 216   | 2,374     | –   |
| 2    | Kenneth Bjerre       | 37   | 18 | 90 | 198  | 12   | 210   | 2,333     | –   |
| 3    | Max Fricke           | 26   | 19 | 94 | 209  | 8    | 217   | 2,309     | –   |
| 4    | Kai Huckenbeck       | 29   | 16 | 80 | 174  | 9    | 183   | 2,288     | –   |
| 5    | Rasmus Jensen        | 28   | 16 | 92 | 195  | 12   | 207   | 2,250     | –   |
| 6    | Wiktor Przyjemski    | 17   | 18 | 75 | 150  | 15   | 165   | 2,200     | –   |
| 7    | Rohan Tungate        | 32   | 19 | 94 | 179  | 14   | 193   | 2,053     | –   |
| 8    | Václav Milík         | 29   | 19 | 79 | 150  | 12   | 162   | 2,051     | –   |
| 9    | Krzysztof Buczkowski | 36   | 19 | 94 | 184  | 8    | 192   | 2,043     | –   |
| 10   | Tobiasz Musielak     | 28   | 19 | 99 | 180  | 22   | 202   | 2,040     | –   |

Wiek według roku urodzenia. Żużlowcy do 21 lat - młodzieżowcy (inaczej juniorzy),
M. - liczba meczów, B. - liczba biegów, Pkt. - liczba punktów, Bon. - liczba bonusów,
Razem - suma Pkt. i Bon., Śr. bieg. - iloraz Razem przez B., KSM - iloczyn Śr. bieg. bez Bon. razy 4,
Msc. - miejsce na liście klasyfikacyjnej, nsk - żużlowiec niesklasyfikowany
Stan na dzień 2022-09-24

## 2. Liga Żużlowa

### Tabela
| Msc | Drużyna                            | M. | Z. | R. | P. | Pkt | Bon | Razem | +/–  |
| --- | ---------------------------------- | -- | -- | -- | -- | --- | --- | ----- | ---- |
| 1   | OK Bedmet Kolejarz Opole           | 12 | 8  | 0  | 4  | 16  | 5   | 21    | +130 |
| 2   | SpecHouse PSŻ Poznań               | 12 | 8  | 0  | 4  | 16  | 5   | 21    | +109 |
| 3   | Metalika Recykling Kolejarz Rawicz | 12 | 8  | 0  | 4  | 16  | 5   | 21    | +68  |
| 4   | Optibet Lokomotīve Dyneburg        | 12 | 7  | 1  | 4  | 15  | 3   | 18    | +44  |
| 5   | Texom Stal Rzeszów                 | 12 | 5  | 0  | 7  | 10  | 1   | 11    | +12  |
| 6   | Unia Tarnów                        | 12 | 4  | 0  | 8  | 8   | 2   | 10    | –132 |
| 7   | Budmax-Stal Polonia Piła           | 12 | 1  | 1  | 10 | 3   | 0   | 3     | –229 |

M. – liczba meczów, Z. – liczba zwycięstw, R. – liczba remisów, P. – liczba porażek,
Pkt. – liczba punktów, Bon. – liczba bonusów, Razem – suma Pkt. i Bon.,
+/– – różnica między zdobytymi i straconymi punktami biegowymi.

### Wyniki
| —   | DYN   | OPO   | PIŁ   | POZ   | RAW   | RZE   | TAR   |
| --- | ----- | ----- | ----- | ----- | ----- | ----- | ----- |
| DYN | —     | 48:42 | 59:31 | 48:42 | 44:45 | 47:42 | 59:31 |
| OPO | 53:37 | —     | 65:24 | 46:43 | 58:32 | 48:42 | 58:32 |
| PIŁ | 45:45 | 37:53 | —     | 39:50 | 47:43 | 40:49 | 38:52 |
| POZ | 53:37 | 52:38 | 66:24 | —     | 37:53 | 49:41 | 58:32 |
| RAW | 52:38 | 48:42 | 58:32 | 38:51 | —     | 46:42 | 58:32 |
| RZE | 43:47 | 30:28 | 62:28 | 42:48 | 46:44 | —     | 51:38 |
| TAR | 38:52 | 33:57 | 51:39 | 46:44 | 35:55 | 52:37 | —     |

### Play-Off
Pierwsze mecze półfinałowe rundy play-off rozegrane zostaną w dniach 6–7 sierpnia 2022 roku, natomiast mecze rewanżowe w dniach 20–21 sierpnia. Finał odbędzie się 11 oraz 18 września.
| Drużyna 1                          | Wynik dwumeczu | Drużyna 2                | Pierwszy mecz | Drugi mecz |
| Półfinały                          | Półfinały      | Półfinały                | Półfinały     | Półfinały  |
| ---------------------------------- | -------------- | ------------------------ | ------------- | ---------- |
| Optibet Lokomotīve Dyneburg        | 82:98          | OK Bedmet Kolejarz Opole | 41:49         | 41:49      |
| Metalika Recykling Kolejarz Rawicz | 85:95          | SpecHouse PSŻ Poznań     | 41:49         | 44:46      |
| Finał                              |                |                          |               |            |
| SpecHouse PSŻ Poznań (M) (A)       | 97:83          | OK Bedmet Kolejarz Opole | 53:37         | 44:46      |

Oznaczenia: (M) – tytuł mistrzowski, (A) – awans do eWinner I ligi 2023.

### Statystyki
| Msc. | Żużlowiec        | Wiek | M. | B. | Pkt. | Bon. | Razem | Śr. bieg. | KSM |
| ---- | ---------------- | ---- | -- | -- | ---- | ---- | ----- | --------- | --- |
| 1    | Francis Gusts    | 19   | 13 | 60 | 128  | 11   | 139   | 2,317     | –   |
| 2    | Nick Morris      | 27   | 12 | 63 | 130  | 8    | 138   | 2,191     | –   |
| 3    | Oskar Polis      | 26   | 16 | 89 | 175  | 14   | 189   | 2,124     | –   |
| 4    | Daniel Kaczmarek | 25   | 14 | 69 | 134  | 12   | 146   | 2,116     | –   |
| 5    | Josh Pickering   | 26   | 9  | 45 | 87   | 8    | 95    | 2,111     | –   |
| 6    | Sam Masters      | 31   | 11 | 46 | 88   | 7    | 95    | 2,065     | –   |
| 7    | Adrian Cyfer     | 27   | 16 | 87 | 162  | 17   | 179   | 2,058     | –   |
| 8    | Rune Holta       | 48   | 16 | 76 | 137  | 18   | 155   | 2,040     | –   |
| 9    | Jacob Thorssell  | 28   | 16 | 89 | 167  | 13   | 180   | 2,023     | –   |
| 10   | Kevin Wölbert    | 33   | 11 | 54 | 98   | 9    | 107   | 1,982     | –   |

Wiek według roku urodzenia. Żużlowcy do 21 lat - młodzieżowcy (inaczej juniorzy),
M. - liczba meczów, B. - liczba biegów, Pkt. - liczba punktów, Bon. - liczba bonusów,
Razem - suma Pkt. i Bon., Śr. bieg. - iloraz Razem przez B., KSM - iloczyn Śr. bieg. bez Bon. razy 4,
Msc. - miejsce na liście klasyfikacyjnej, nsk - żużlowiec niesklasyfikowany
Stan na dzień 2022-09-25